# 政权
政权（英語：regime）在政府、政治和外交领域是指国家的政体的统治体制，或者特定的行政管理当局；在社会学范畴是指社会的制度，或社会的秩序。
在政治上，一個政權是以一種政府形式產生一套規則，文化或社會規範等，它規範政府或機構的運作及其與之相互作用使其能統治人民。因此，政权也可指掌握国家主权的政治组织及其所掌握的政治权力，以维护对社会的统治和管理；通常国家政权（即国家行政管理当局）是国家的象征，它是一種擁有治理一個社會的權力的国家机构，在一定的领土內擁有外部和內部的主權。此外，這種能代表行使國家主權的政權又譯為政治實體。
国家政权具有相对自主性。在不同的历史时期，其自主性程度也不同。对自主性的影响包括了社会危机、社会结构、行政权力。
对政权本质的探讨是政治学中的一个古典问题。早期的政治学者如柏拉图、亚里士多德等人认为政权的本质是至善。到了中世纪，奥古斯丁将政权视为“世俗之城”，认为世俗世界没有善。这种观念一直影响到了马基雅维里，而从洛克到潘恩，国家政权蜕变为“必要的恶”。马克思主义则从阶级的观点探讨政权的本质，认为国家的本质就是阶级的本质，国家政权是阶级利益冲突不可调和的产物。

## 国家政权的形态

### 城邦国家
蘇美爾人所建立的城邦国家普遍被认为是国家的初期形态，後來亦眾多地中海民族所仿效，其中猶以古希臘的雅典最具特色，但實際以羅馬共和國最有代表性，其他的城邦多為君主或貴族制，例如古希臘的斯巴達和北非的迦太基等。
古希腊人认为人是不能被他人管理的，只能由城邦所信奉的神管理。具有一定财产的成年男子具有公民资格，可以参与城邦的政治生活。城邦的公共生活是一种义务，没有报酬。只有参与城邦事物的管理，才能成为真正的人。
城邦的政治活动是在广场的公开集会中进行事务的讨论，每个公民都有平等的发言权。这种集会也是城邦唯一的立法机构。在集会上，公民通过演说来完成权力的运作。但是这种方式可能受到政客操纵，形成多数者的暴政。城邦公职的产生，或者是通过直接选举，或者是通过抓阄抽签。公职的分配则是通过轮流执政实现。

### 君主制國家
大部分古代社會都是君主專制國家，通常接受君權神授論，但其權力的性質和圍範又在不同時代和地方有一定分別。

#### 帝制国家
罗马帝国是权威国家的最多代表，其政权的中心观念就是罗马皇帝的权威，强调皇帝及政府的利益高于个人利益。任何政治事务的决定都要追溯权威的来源。元老院代表了这种权威，用于赋予政权的合法性，但設有人民院來代表男性羅馬公民。
皇帝的权威是永恒不变的，而以皇帝為首的权力体制则是在不断的变化。
中國在西周時，已經是個封建制度的君主制國家，國家元首稱天子。自秦朝建立統一的中央集權國家，改稱皇帝的君主就集中了更多權力。之後至今的中国和接受中华文明影响的汉字文化圈国家中，盛行的這種政治制度就是君主专制制度。
帝制国家形态采用中央集权制度，国家权力机构呈现金字塔式的分布；君主在大部分时候拥有至高无上的权力，并通过世袭制来维持；官僚机构分工明确；贵族的权能受到限制，人民一般没有或保有很少的私人领域，东亚国家受儒家思想教育，普遍认同“忠君爱国主义”的思想。
东方专制主义国家的皇帝在形式上拥有绝对的权力，但是皇帝在思想上会受到传统礼制的制约，权力运行上则受到官僚机构的制约。

#### 封建国家
罗马帝国瓦解后，在欧洲出现了一大批封建制的王国。这些封建国家将私人利益与公共利益紧密结合，公共权力完全服务于私人利益的诉求。由于长年的征战，王权衰落，领主权力大幅提高，形成了欧洲中世纪封建制度。
封建国家的主要特征是国王、贵族、骑士以服兵役为主要条件，将土地同行政司法权以契约的方式层层分封，形成了领主－附庸关系。欧洲中世纪当中对封建国家最准确的描述就是「我的附庸的附庸，不是我的附庸」。
某程度上古代日本和古印度的國家，中國在先秦時代，亦常被視為封建國家。

#### 政教合一國家
出於中東波斯和北非的埃及等地，建立在信仰上的教權政體，君主被視為神的化身而不只是神的使者，亦有統合政治的權力。其神權政治普遍地被認為國家的另一起源，後來在美洲和非洲出現的早期原民國家，多亦和其類似。

#### 绝对主义国家
欧洲中世纪晚期，天主教会在世俗事务中的影响日益式微，君主权力不断强化。法国的路易十三，英国的亨利七世都建立了行政集权体制。同时，贵族力量式微，市民、知识分子地位上升。市民阶层通过官僚机构和等级议会直接或间接影响公共政策。主权观念由此产生。君主以绝对权威统治社会，法国路易十四更称“朕即国家”。
具体而言，所谓绝对主义国家，是指在这些国家之中，君权具有绝对性，君主大权独揽，将立法、行政、司法、军事等权力集中于一身，而君主作为主权的化身，凌驾于法律之上，成为一切法律的合法性源泉。这样一来，君权基本上不受任何约束而自行其是；同时君主依靠理性化的官僚机构和军事机构，去实施自己对民间社会的一元化专制统治。

#### 蘇丹制國家
伊斯蘭教興起後，由哈里發制衍生的國家，繼承了古老的政教合一制度，以伊斯蘭教法成立眾多蘇丹國家。

### 共和制国家
共和制国家政权以總統作為國家元首，總統作為國家元首，其政治權力在不同共和制國家均有所不同。在總統制國家，總統是直選產生的國家元首和政治首腦，擁有相當大的行政權力，包括任命和領導內閣、解散國會和任免最高法院大法官。在半總統制下，總統作為直選產生的國家元首，其通過任命總理領導的內閣行使行政權，亦擁有解散國會的權力。在議會制下，總統作為虛位元首，國家政权大部分均由總理領導的內閣行使政府權力。

#### 自由資本主義主义国家
自由資本主義主義国家實行作為資本主義重要元素之一的市场经济制度。產品和服務的生產及銷售完全由自由市場的自由價格機制所引導，而不是像計劃經濟制度下那樣由國家所作的決策所引導。在冷战時期, 自由世界指以美国为首而与苏联为敌的阵营。
当专制君主逐渐成为虚位君主或被革命所取代，形成了代议民主制和三权分立制，以保证在人口众多国家中民主主义的实现，同时以人民民主和精英统治相结合，避免了多数暴政。这就形成了早期奉行自由主義的民主国家，它被视为是自由主義国家政权的理想形态。
早期的資本主義国家从宪法和法律上明确了私人领域和公共领域的区分。同时政党逐渐走向成熟，成为议会斗争和选举的工具，并且进一步成为控制整个国家政权的政治力量。人们则通过加入政党，实现政治参与。
在第一次世界大戰、第二次世界大戰結束後，勞工權益漸漸得到法律保護，傳統定義下的資產階級民主制度不復存在，以西方世界為主的民主主義国家多數成為政府干涉範圍甚廣的福利国家，奉行福利資本主義。为了緩解自由市场所导致的“有效需求不足”及嚴重社會不平等 等問題，國家加強對市场和社会的干預，典型的代表有1930年代美国所推行的罗斯福新政。在1948年英国艾德禮政府宣布成立國民保健署（NHS）後，英國也轉型成為福利国家。

#### 社会主义国家
判断社会主义国家通常有不同的看法和争议，例如论述福利国家也属于社会主义，或者宪法确立社会主义，但通常指的社会主义国家是指冷战中的社会主义阵营国家。
自苏联建立起第一个社会主义政权后，后续建立的社会主义政权一般以民主集中制和无产阶级专政为主建立政府。民主集中制的理论确立者是列宁，黨代表大會為黨的最高機關，從黨內選舉出中央領導機構；在黨代表大會閉會至召開下次代表大會為止，黨中央為黨的最高機關，一切活動在黨中央領導下進行。
一般社会主义国家为一党制国家，也就是无产阶级政党全面对社会专政，列宁时期提及无产阶级民主应该是人民和先锋队共同缔造的。
自斯大林上台和二战后，这种体制发生了变化。斯大林确立一国社会主义优先的建成再输出革命的方法但错误判断苏联国内已经实现了完全的社会主义和无产阶级专政，导致苏联强行的进行了民族改造和消灭宗教的政策，进而使这一民主制度崩塌。大清洗和二战后苏联内部官僚僵化已经非常严重，在斯大林逝世后苏联步步走向了官僚化，变成了社会帝国主义国家。而在苏联的腐化下民主集中制和无产阶级专政制度演变成官僚专制机器和独裁政党，其余的社会主义国家也大多效仿。
而其中中国和阿尔巴尼亚则声言抵抗苏联式的修正主义社会主义政权，中国在毛泽东时代也发展出三反五反和文化大革命企图保障无产阶级专政的纯洁性和避免官僚化，但还是失败了。在改革开放后中国也进入市場經濟，蘇聯解體後不可行的計劃經濟被完全放棄。现存的社会主义国家中在马克思主义眼里属于修正主义政权，是宪法上的社会主义国家，但其社会和经济结构已经市场化，故此部分基本教義派的马克思主义者主张世界上已不存在社会主义国家。

## 社会基础
国家政权与社会的互相影响，造成了通过公民权来限制国家权力。又通过政党、利益集团等影响政府决策。而社会管理的复杂与专业化，形成了精英集团对政府决策的驾驮；公民则通过大众传媒等公共舆论对政府政策进行自由公开的讨论，以此监督国家权力的合法性，并使政府政策契合民意。
政治学中有多种模式以此解释国家政权。

### 自由主义
自由主义坚持国家政府享有有限的權力。通过宪法来决定公民的权利，反对国家政府部门职权的扩张，以及对社会经济事物的干涉。其理想模型是早期资本主义国家，坚持自由自发的自由市场秩序，这被认为是最合理，最不容易被压制，最容易为人们所接受的制度。弗里德曼形容为“管的最少的政府是最好的政府”。
布坎南在公共选择理论中提出了“政府失靈”的观点，认为由于政府缺乏竞争和压力，政府官员追求的是个人影响而不是公共利益，因此政府对经济活动的过度干预将降低市场资源配置的效率。

### 多元主义
多元主义认为国家主权是多元的，国家不能独占主权。国家只是人类组成的一种团体，与其他团体没有实质差别。国家的多数决策是国家与各种利益团体协商的结果。多元主义者主张通过议会政治和多党政治实现对国家政权的多头控制，以此实现民主。
查尔斯·林德布洛姆认为实业家实际掌控了政治的决策权，实业家在多头政治中充当主要领导，政府官员更多的依从实业家。因此多投政治由实业界和财产关系以非民主的方式控制，经济的私有化并不能够必然导致民主。

### 精英主义
精英主义认为任何社会都存在着统治者和被统治者。少数统治者垄断了政治权力，并享受着权力带来的利益。这一类型的国家反对民主这一手段，将权力限制在少数有实力的人群中，或者是给予有限度的民主形式，但是采取两党制轮流执政的方式统治国家。
精英主义者认为各种工会、行业协会、群众运动都是少数人统治。因为很少有人有时间积极从事工作，控制权便落在少数积极分子手中，不积极的人则把他们当作代理人接受他们的权威。这称作“寡头统治铁律”。由此，精英主义者认为代议民主制不过是专制制度的现代翻版。因而他们认为民主不是目的而只是手段，民主是公民通过竞选取得政治决策权的制度。

### 引用
1. ↑  弗里德曼. . 北京: 商务印书馆. 1986.
2. ↑  孙关宏. . 复旦大学出版社. 2003: 110–114. ISBN 7309036611.
3. ↑  查尔斯·林德布洛姆. . 上海人民出版社. 1997-01: 244. ISBN 9787208018693.
4. ↑  熊彼特. . 商务印书馆. 1979: 395. ISBN 9781409918004 （中文）.